# The Pleiades
The Pleiades (englisch für Die Plejaden) sind eine Gruppe erloschener Vulkane des Transantarktischen Gebirges im ostantarktischen Viktorialand. Sie erstreckt sich vom Mount Pleiones im Süden über eine Länge von etwa 13 km in nordöstlicher Richtung. Die markantesten Gipfel sind neben dem Mount Pleiones (3020 m) der nahebei gelegene Mount Atlas, die mit 3040 m höchste Erhebung der Gruppe, sowie die weiter nördlich liegenden Vulkankegel Alcyone Cone und Taygete Cone.
Es handelt sich um junge Vulkane, die im Mittleren und Oberen Pleistozän entstanden sind und vermutlich noch im Holozän aktiv waren. Die jüngsten Trachyte vom Taygete Cone wurden, wenngleich mit einer hohen Unsicherheit, auf ein Alter von rund 6000 (nach älteren Untersuchungen von sogar nur 3000) Jahren datiert.
Wissenschaftler der Nordgruppe einer von 1962 bis 1963 durchgeführten Kampagne der New Zealand Geological Survey Antarctic Expedition benannten sie nach dem Sternhaufen der Plejaden im Sternbild Stier.